# Kar

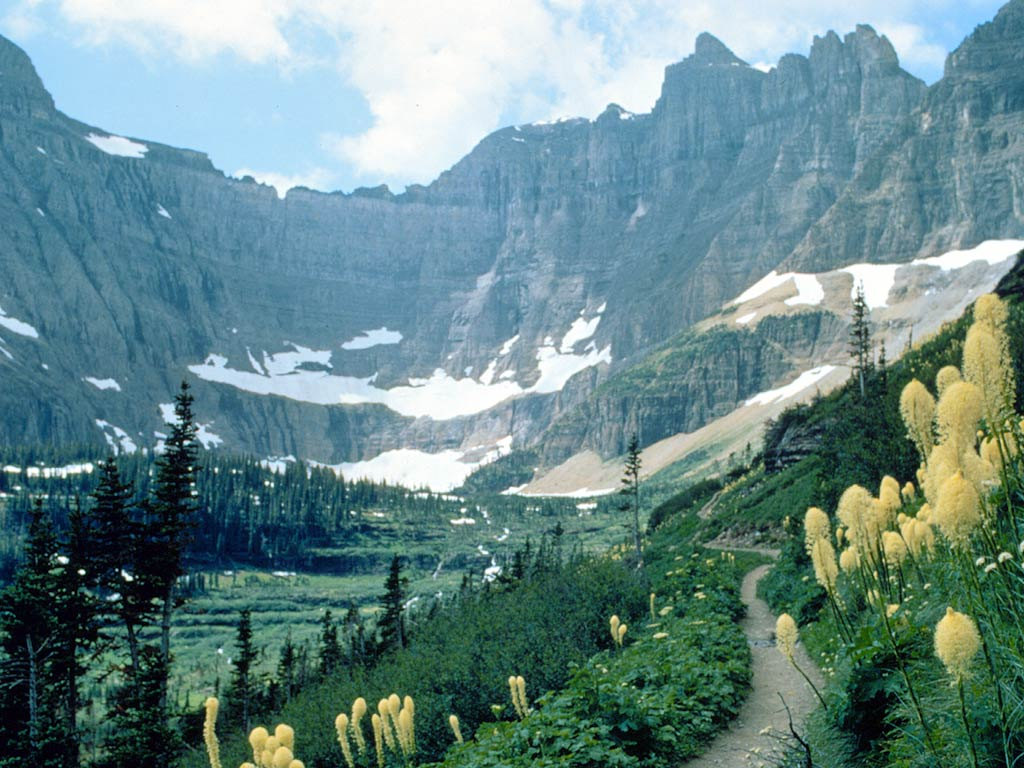
Kar v národním parku Glacier, Montana, USA

Kar je široký závěr horského údolí, které má půlkruhovitý tvar, strmé až svislé skalní stěny a ploché nebo vyhloubené dno. Od zbylé části údolí je kar oddělený tzv. karovým skalním prahem. Při větší hloubce dna může být kar vyplněný jezerem. Kar vzniká působením ledovce. Jinými označeními pro kar jsou ledovcový kotel, cirk nebo březno.
Kary mohou vznikat nejen ve velehorách, ale také v menších nadmořských výškách, třeba i bezprostředně nad mořskou hladinou. Kary jsou aktivními tvary recentně zaledněných oblastí, ale existují také reliktní (fosilní) kary v oblastech, kde se utvářely ledovce v chladných obdobích geologické minulosti.

## Popis
Kar je utvářen destruktivní činností ledovcového tělesa, které zpětnou a hloubkovou erozí narušuje své podloží. K účinnosti ledovcové eroze přispívají především spodní morény, které svou účinnost dokazují vznikem hlubokých i mělkých ledovcových rýh. Destrukční proces vzniku souvků je nazýván exarací (brázděním, hloubením). Pohybující se ledovec samotnou svojí hmotností může vytrhávat celé bloky hornin (detrakce) a ohlazováním (deterzí) postupně obrušuje podloží. Při boční erozi se uplatňují boční morény, takže se sousední kary mohou propojovat ve velké amfiteátrové kary – tzv. cirky.
Kary obvykle bývají ze tří stran obklopeny strmými srázy (tzv. arety), čtvrtou stranou je odváděna ledovcová masa. Na této čtvrté straně může být ledovec oddělen od údolí menším stupněm a kar samotný je poměrně často zahlouben pod ostatní terén, takže po ústupu ledovce bývají zaplněny vodou. Takto vzniklé vodní plochy, spíše jezírka, jsou označována jako karová jezírka, označovaná též jako plesa. K vytváření karových jezírek mohou značnou měrou přispívat také čelní morény, tvořené tillem.
Dlouhodobým erozním působením sněhu na podloží (bez ledovce) může dojít k přemodelování závěru údolí do tvaru připomínající kar – potom se jedná o karoid (např. Malá kotlina v Jeseníkách).

## Rozšíření

### Česko
- Šumava – Černé jezero, Čertovo jezero, Plešné jezero, Prášilské jezero, Laka
- Krkonoše – Úpská jáma, Sněžné jámy, Kotelní jámy
- Jeseníky – Velká kotlina

### Svět
- Vysoké Tatry, Nízké Tatry, Alpy, Pyreneje, Rila, Pirin, Skandy, Himálaj, Kordillery atd.